# RAP Recordz
RAP Recordz — российский звукозаписывающий лейбл, основанный Константином «Крыж» Небесных в 1997 году, специализирующийся на рэпе и хип-хопе. Владельцем лейбла является хип-хоп-исполнитель и музыкальный продюсер Дмитрий «Dime» Нечаев.
Слово «RAP» в названии лейбла — это аббревиатура, образованная из начальных букв слов «Recording And Promotion», поэтому первые три буквы в названии пишутся заглавными.
В 2007 году российское издание журнала Billboard назвало RAP Recordz «первым лейблом, издававшим исключительно рэп-музыку» и «одной из авторитетных независимых рекорд-компаний, специализирующихся на хип-хопе».

## История
Лейбл RAP Recordz был основан Константином «Крыжом» Небесных, главным редактором журнала «RAPпресс». Годом рождения лейбла RAP Recordz можно считать 1996 год, когда вышел первый релиз «Килограмм RAP’а», изданный на средства Крыжа. Спустя год, в 1997 году, совместно со звукозаписывающей студией «Смысл Жизни» увидел свет сборник «Просто RAP», а чуть позже в том же году издаётся сборник «Песни Навеянные Удушливыми Испарениями Городского Асфальта 2» («Песни Асфальта 2»). После года совместной работы пути лейбла и студии разошлись, и, спустя почти два года, в начале 1999 года, был выпущен первый независимый релиз лейбла, компиляция «Наше: Новое и Неизданное», собравшая на одном носителе треки от Ю.Г., Туши Свет, D.O.B., Big Black Boots, Da B.O.M.B., Nonamerz. В середине 2000 года выходит уникальная по своему составу компиляция «Лучший Хип-Хоп», задавшая новый стандарт звучания в русском рэпе.
Летом 2000 года менеджером лейбла RAP Recordz стал Дмитрий «Dime» Нечаев, на тот момент работающий редактором журнала «RAPпресс» и являющийся участником рэп-группы Nonamerz. Подробнее об этом он рассказал в документальном сериале «Хип-Хоп В России: от 1-го Лица»:
Был такой там товарищ Виталий, который был заявлен как коммерческий директор. У меня к тому времени появилась первая машина — легендарная «Таврия». И я вместе с ним ездил по делам и смотрел, как они в то время выпускали аудиокассеты. Как их печатали, отвозили на склад… Бумагу печатали одни люди, затем мы ехали на завод и отдавали их, где их печатали… Получилось так, что летом Виталий по своим обстоятельствам отошёл от дел, и получилось так, что я был в курсе всего происходящего, как производить кассеты, кому платить, куда везти, с кем работать, кому звонить. Я этот механизм за несколько месяцев изучил. И получилось так, что я занял его место. И летом 2000 года я очень плотно погрузился в реалии лейбла RAP Recordz, журнала RAPпресс и всей этой организации.
Летом 2003 года Константин «Крыж» Небесных покидает лейбл RAP Recordz после конфликта с Дмитрием «Dime» Нечаевым. После этого «Дайм» становится единственным пользователем торговой марки RAP Recordz.
На счету лейбла несколько десятков альбомов и различных компиляций, в том числе альбомы и песни таких команд как Ю.Г. и Nonamerz, которым была отведена ведущая роль на лейбле. Осенью 2000 года лейбл RAP Recordz выпустил три альбома под лозунгом «Революция Свершилась»: Ю.Г. («Дёшево и сердито»), Nonamerz («Не эгоисты») и D.O.B. («M.C. — Мастера Слова»).
С 1997 года по 2002 год дистрибьюцией альбомов RAP Recordz занимался концерн «Видеосервис», в котором на тот момент работал Аркадий Слуцковский. В 2001 году он уйдёт из «Видеосервиса» и создаст свой собственный лейбл Respect Production, хедлайнером которого станет группа «Каста».
Выход альбомов на лейбле RAP Recordz сопровождался рецензией от белорусской «Музыкальной газеты».
В 2001 году начата работа с молодыми перспективными командами, запускается сайт www.rapland.ru и одноимённая линейка сборников. В 2001 году на лейбле помимо сборников выходят альбомы рэперов Termit, Fi$t, группы Da B.O.M.B., а также переиздания альбомов групп «Рабы лампы», Ю.Г. и Nonamerz. 30 мая 2002 года лейбл выпустил на видеокассетах первый в России концерт трёх рэп-групп (Ю.Г., Nonamerz и Da B.O.M.B.) под названием «Это только начало».
В 2002 году на лейбле помимо сборников выходят альбомы Termit, дебютный альбом групп Krec, На Грани и ИМ.
В 2003 году группа Ю.Г. переходит на другой лейбл, Respect Production. Новыми лидерами RAP Recordz стали группы Злой Дух и Район Моей Мечты — команды из Поволжья с солидным творческим багажом и сложившимся почерком. Злой Дух из Казани — характерные представители дворовой эстетики. Несмотря на отсутствие какой бы то ни было раскрутки, они имели вес в кругах поклонников хип-хопа.
В 2003 году на лейбле выходят дебютные альбомы групп Тени, Символ Истины, Military Clan, iSQUAD, 1.8.7., SinDrom, ИМ, Злой Дух, Район Моей Мечты, DCMC, Umbriaco, Mary Jane, Nevsky Beat, Broken Sound, а также дебютные альбомы рэперов YG, Гек, Карандаш и второй альбом рэпера Fist.
В 2004 году портал Rap.Ru написал о лейбле: «От студии, занимающейся микротиражными кассетными релизами за годы своей деятельности они доросли до статуса наиболее известной на сегодняшний день рекорд-компании России: с именем и сложившимся стилем!».
В 2005 году Dime подробно рассказал о всех релизах своего лейбла прошедшего 2004 года в интервью сайту Rap-Style.Ru.
В 2007 году Дмитрий «Dime» Нечаев рассказал российскому изданию журнала Billboard о продажах альбомов на его лейбле:
Без рекламной поддержки и клипов показатель хороших продаж альбома в цифрах - это примерно 7-8 тысяч дисков. Хотя в истории моего лейбла были продажи, превышающие эти показатели. Например, Злой Дух - около 10 тысяч. Первый альбом группы ЮГ - 30 тысяч одних только кассет, которые в то время были основным носителем. Если говорить о последних релизах, то стоит упомянуть Карандаша. Учитывая предварительные заказы и две недели продаж, он уже перешагнул уровень 4 тысячи. Другое дело, когда ты попадаешь в ротацию MTV, как Лигалайз, у которого эта цифра доходит до 70-75 тысяч. Все, кому удаётся засветиться на телевидении, могут похвастаться хорошими результатами.

## Конфликты
В 2003 году группа Район Моей Мечты, один из хедлайнеров лейбла, распалась прямо накануне выхода их диска. Карандаш занялся сольной карьерой, а его экс-компаньоны Варчун и Крэк набрали новый состав группы. И наиболее яркие и востребованные, такие как Ю.Г. и KREC, выпускавшие на RAP Recordz свой первый альбом, и Смоки Мо, к диску которого Дайм проявлял серьёзный интерес, перебрались на другой лейбл (Respect Production).
В том же 2003 году между владельцем лейбла (Даймом) и его основателем (Крыжом) возникает конфликт, в результате которого RAP Recordz остался под крылом Дайма, а Крыж объявил, что открывает собственный лейбл Rapland Music, который в течение последующих полутора-двух месяцев 2003 года разразился целой серией альбомов и компиляций.
Делами лейбла RAP Recordz продолжил заниматься Дмитрий «Dime» Нечаев при поддержке Александра «Mad’a» Рыжкова.

## Список исполнителей

### Бывшие артисты и клиенты лейбла
- Семья Ю.Г.а (1999)
- Nonamerz (2000—2010)
- Ю.Г. (2000—2003)
- D.O.B. (2000)
- D.O.B. Community (2000—2009)
- Дымовая Завеса (2000)
- Da B.O.M.B. (2001)
- Fist (2001—2005)
- Termit (2001—2008)
- На Грани (2002—2009)
- Krec (2002)
- ИМ (2002—2010)
- YG (2003—2007)
- КЛИК (2003—2010)
- Umbriaco (2003)
- DCMC (2003)
- Тени (2003)
- Гек (2003—2005)
- Military Clan (2003)
- Mary Jane (2003)
- Злой Дух (2003—2007)
- Район моей мечты (2003)
- Карандаш (2003—2015)
- Варчун (2004—2010)
- Крэк (2004)

## Музыкальные релизы
1996
- MC1996: Сборник Килограмм Рэпа (промо сборник, собранный Константином «Крыж’ом» Небесных, основателем лейбла «RAP: Recording And Promotion», с 1999 года — «RAP Recordz»)[22]

1997
- RAPMC001-97: Сборник «Просто Рэп»
- RAPMC002-97: Сборник «Дремучие: 183 Дня»
- RAPMC003-97: Сборник «Песни Навеянные Удушливыми Испарениями Городского Асфальта 2» («Песни Асфальта 2»)

1999
- RR1999-01: Сборник «Наши: Новое и Неизданное»
- RR1999-02: Семья Ю.Г.а «Альбом»
- RR1999-03: Катлаван «Ритм Слова»
- RR1999-04: Kipish «Альбом…Типо»
- RR1999-05: Сборник «Особенности Национального Рэпа»

2000
- RR2000-01: Da B.O.M.B. «Версия 1.2000»
- RR2000-02: СXIД CONNECTION «Новая страница Донбасса ч.1»
- RR2000-03: BEAT POINT «Весь Хип-Хоп»
- RR2000-04: D.O.B. Community «1992-1996: Архив»
- RR2000-05: Сборник «Лучший Хип-Хоп»
- RR2000-06: Дымовая Завеса «Без Контрацепции»
- RR2000-07: D.O.B. «Мастера Слова»
- RR2000-08: Ю.Г. «Дёшево и сердито»
- RR2000-09: Nonamerz «Не эгоисты»

2001
- RR2001-01: Сборник — UNDERSOUND: Особенности национального рэпа № 2
- RR2001-02: Сборник — Лучший хип-хоп 2: Суперлирика
- RR2001-03: Termit — Штакетных дел мастера
- RR2001-04: Сборник — RAPLAND.ru — СТРАНА РЭПА
- RR2001-05: Сборник — UNDERSOUND: Особенности Национального Рэпа № 3
- RR2001-06: Сборник — RAPLAND.ru — СТРАНА РЭПА № 2
- RR2001-07: Fist — Такой, какой есть!
- RR2001-08: Сборник — RAPLAND.ru — СТРАНА РЭПА № 3
- RR2001-09: Рабы лампы — Это не б.
- RR2001-10: Ю.Г. — Ещё дешевле, ещё сердитее
- RR2001-11: Гек — Смех сквозь слёзы
- RR2001-12: Nonamerz — Всё ещё не эгоисты
- RR2001-13: Da B.O.M.B. — Том 2. Возрождение

2002
- RR2002-01: BDB Squl — В своём рэппертуаре
- RR2002-02: Сборник — UNDERSOUND: Особенности национального рэпа № 4
- RR2002-03: Сборник — RAP Диаспора
- RR2002-04: Сборник — RAPLAND.ru № 4
- RR2002-05: Ю.Г., Nonamerz и Da B.O.M.B. — Это только начало
- RR2002-06: Сборник — 5 Лет RAP Recordz
- RR2002-07: Krec — Вторжение
- RR2002-08: На Грани — Комментарии излишни
- RR2002-09: Сборник — UNDERSOUND: Особенности Национального Рэпа № 5
- RR2002-10: ИМ — История Начинается
- RR2002-11: Сборник — Лучший хип-хоп 3
- RR2002-12: Termit — Альтер эго
- RR2002-13: Сборник — RAPLAND.ru № 5

2003
- RR2003-01: Тени — Сила рифмованных строк
- RR2003-02: Сборник — UNDERSOUND: Особенности национального рэпа № 6
- RR2003-03: Сборник — Хип-хоп с берегов Волги
- RR2003-04: Fist — Тенденция развития спокойного безумия
- RR2003-05: YG — Рифмы
- RR2003-06: Military Clan — Одна правда в год
- RR2003-07: Сборник — RAPLAND.ru № 6
- RR2003-08: Злой Дух — 800 км
- RR2003-09: Район Моей Мечты — Молниеносные квазары
- RR2003-10: DCMC — Опле Раз
- RR2003-11: iSQUAD — Линк
- RR2003-12: Гек — Сначала было солнце
- RR2003-13: Сборник — Особенности национального рэпа 1999—2003: Лучшее
- RR2003-14: Broken Sound — Нарушители звука
- RR2003-15: Сборник — 0,7 Кагорта. Из города на букву щэ
- RR2003-16: UmBriaco — Дай мне повод
- RR2003-17: Mary Jane — С белого листа
- RR2003-18: Сборник — Новости от RAP Recordz
- RR2003-19: Карандаш — Уценка 99 %
- RR2003-20: Сборник — Хип-хоп с берегов Волги № 2
- RR2003-21: 1.8.7 — МС из катакомбы
- RR2003-22: Nevsky Beat — Funky shit
- RR2003-23: SinDrom — Это то, что мы делаем

2004
- RR2004-01: CЕВZКВАД — Кухня/Ренессанz
- RR2004-02: Сборник — Особенности национального рэпа № 7
- RR2004-03: Дэ (13 B-SIDE Clique) — Д Из 13
- RR2004-04: Сборник — Хип-Хоп с берегов Волги № 3
- RR2004-05: Сборник — Новости от RAP Recordz № 2
- RR2004-06: Злой Дух — Старый альбом
- RR2004-07: YG — Ненависть и верность
- RR2004-08: Варчун — Моя игра
- RR2004-09: Vanich — Индивидуалистика
- RR2004-10: Termit — Штакетных дел мастера (переиздание)
- RR2004-11: ДРУГИЕ ЭМОЦИИ — Не в моде
- RR2004-12: ИМ — Не для всех, но для каждого
- RR2004-13: СТИМУЛ — Премьера
- RR2004-14: KUNTEYNIR — Эдвард руки ножницы бумага
- RR2004-15: PUDRA — Музыка абсурда
- RR2004-16: Сборник — Особенности национального рэпа № 8
- RR2004-17: СТАКАН — Апостол своей веры
- RR2004-18: Сборник — Новости от RAP Recordz № 3
- RR2004-19: Termit — Спеши на Скай
- RR2004-20: Карандаш — БезИМЯнный альбом
- RR2004-21: Сборник — Обычный хип-хоп
- RR2004-22: Крэк — Один
- RR2004-23: 1.8.7 — Хип тире хоп

2005
- RR2005-01: Сибирский Альянс — Безумный мир
- RR2005-02: Сборник — Новости от RAP Recordz № 4
- RR2005-03: KUNTEYNIR — В гавно
- RR2005-04: ДIALОГ — Развилка
- RR2005-05: Сборник — Особенности национального рэпа № 9
- RR2005-06: Drago — Русский рэп в тылу врага
- RR2005-07: Fist — Другая музыка
- RR2005-08: Сборник — Rap-Style Vol.1
- RR2005-09: Ek-Playaz — Экие игроки
- RR2005-10: Злой Дух — Путь пацана
- RR2005-11: Mayatnik — Параллель
- RR2005-12: Сборник — Новости от RAP Recordz № 5
- RR2005-13: Fist — Как Птицы…
- RR2005-14: Гек — Микола Перестукинский в собственном соку
- Furymo — Golden Music ((c) Golden Music (p) Rap Recordz / Монолит)

2006
- RR2006-01: МУТ (СТИМУЛ) — Пища для ума
- RR2006-02: PANIC INCIDE — ПАНИК ИНСАЙД
- RR2006-03: STEREO TEST — СТЕРЕО ТЕСТ
- RR2006-04: Сборник — Особенности национального рэпа № 10
- RR2006-05: Типичный ритм — Пляж
- RR2006-06: Сборник — Новости от RAP Recordz № 6
- RR2006-07: Карандаш — Американщина
- RR2006-08: Nonamerz — Доктор и Дайм
- RR2006-09: Сборник — RAP Recordz Лучшее 2006

2007
- RR2007-01: Н.П. ГЕРИК — Наган
- RR2007-02: YG — Время рассвета
- RR2007-03: Сборник — Особенности национального рэпа № 11
- RR2007-04: Амира — Легко любить
- RR2007-05: ИМ — Дальше-Больше
- RR2007-06: М. И.Ф. — Добро пожаловать в наш лес
- RR2007-07: DJ NAVVY — Russian Roulette Mixtape
- RR2007-08: D.O.B. Community — Полихромный продукт
- RR2007-09: вАрчун (Район Моей Мечты) — Первый миллион
- RR2007-10: К-26 — Simply Number One
- RR2007-11: Бледнолицые НИГГАдяи — Злая сатира

2008
- RR2008-01: Сборник — 10 Лет Rap Recordz № 1
- RR2008-02: Сборник — 10 Лет Rap Recordz № 2
- RR2008-03: Сборник — Ростов — Папа № 1
- RR2008-04: Termit — Смола
- RR2008-05: ПЕН-А-ПЛАСТ — Для тачки
- RR2008-06: DA MARAV — Пираты пера
- RR2008-07: Карандаш — Бедные тоже смеются
- RR2008-08: Nonamerz — Piratka Mixtape
- RR2008-09: Jo Cash & Сэнс — Баррикада

2009
- RR2009-01: Левправхоп — Левправхоп
- RR2009-02: Сборник — SouthRap International
- RR2009-03: Jeeep & Кит — Наше дело
- RR2009-04: Чен ("Broken Sound) — Д. С.П.: Делай Сам Продакшен
- RR2009-05: Сборник — PTZ FLAVA № 5
- RR2009-06: Lenin — Омлет
- RR2009-07: Jeeep & Sir-J (D.O.B. Community) — ТреФы-Ф-ФunkоФФ
- RR2009-08: Карандаш — С другими остаться собой: bootleg
- RR2009-09: RE-pac — История болезни
- RR2009-10: НАГрани — Туристы

2010
- RR2010-01: Jeeep & FMWL — X
- RR2010-02: Сборник — RAP’A NET № 3
- RR2010-03: Maestro A-Sid — Позитивный настрой
- RR2010-04: Паша Моржара и VampArounD — Фая шоу
- RR2010-05: DA MARAV — Иной Альбом
- RR2010-06: Винт (ex ЮГ) — Вперёд Шаг
- RR2010-07: PUDRA — ILLONE
- RR2010-08: Дэ 13 — План Дэ
- RR2010-09: Карандаш — Живи быстро, умри молодым
- RR2010-10: НАШЕ ДЕЛО (Винт и Шарп) — Живи сердцем
- RR2010-11: Сборник — Право на слово
- RR2010-12: Dime (Nonamerz) — Матч пойнт
- RR2010-13: Дабл и Ar-Side — Международный обмен
- RR2010-14: Варчун — XXXIII
- RR2010-15: РЕПАК a.k.a. RE-pac — Мрак
- RR2010-16: Мэт Квота и Герик Горилла — Другие 2

2011
- RR2011-01: Юшер & Dalee — Свет

2012
- RR2012-01: Карандаш — Американщина 2

2013
- RRCD2013-01: Дабл — Чёрная риторика

2015
- RRCD2015-01: Карандаш — Монстр

2016
- RRCD2016-01: Грюндик / Рабы лампы — Раб лампы (DVD, NTSC, DVD + CD-ROM, Album, Comp)

## Кинопродукция
- 2002 — «Это только начало» (совместный концерт Ю.Г., Nonamerz и Da B.O.M.B.)[23]
- 2016 — Грюндик / Рабы лампы — Раб лампы (DVD, NTSC, DVD + CD-ROM, Album, Comp)[24]